# Soderini (famiglia)
I Soderini sono stati una nobiltà fiorentina famiglia patrizia di Firenze.

## Storia
Inurbati almeno dalla metà del Duecento, dovettero il loro nome al capostipite Soderino di Bonsignore. Di origine nobile, si fecero popolani dopo la promulgazione degli Ordinamenti di Giustizia di Giano della Bella (1295), per poter praticare le fruttuose attività mercantili che tanto rendevano in quell'epoca, associandosi durante le guerre civili del XIII e XIV secolo al partito guelfo, che risulterà vincitore. I trentaquattro priori delle arti e i sedici Gonfalonieri di Giustizia rendono il consistente peso acquisito dalla famiglia nella Firenze repubblicana, a cui va sommato l'onore di avere in casa una beata, Giovanna Soderini, monaca nel convento delle Mantellate a metà del Trecento.

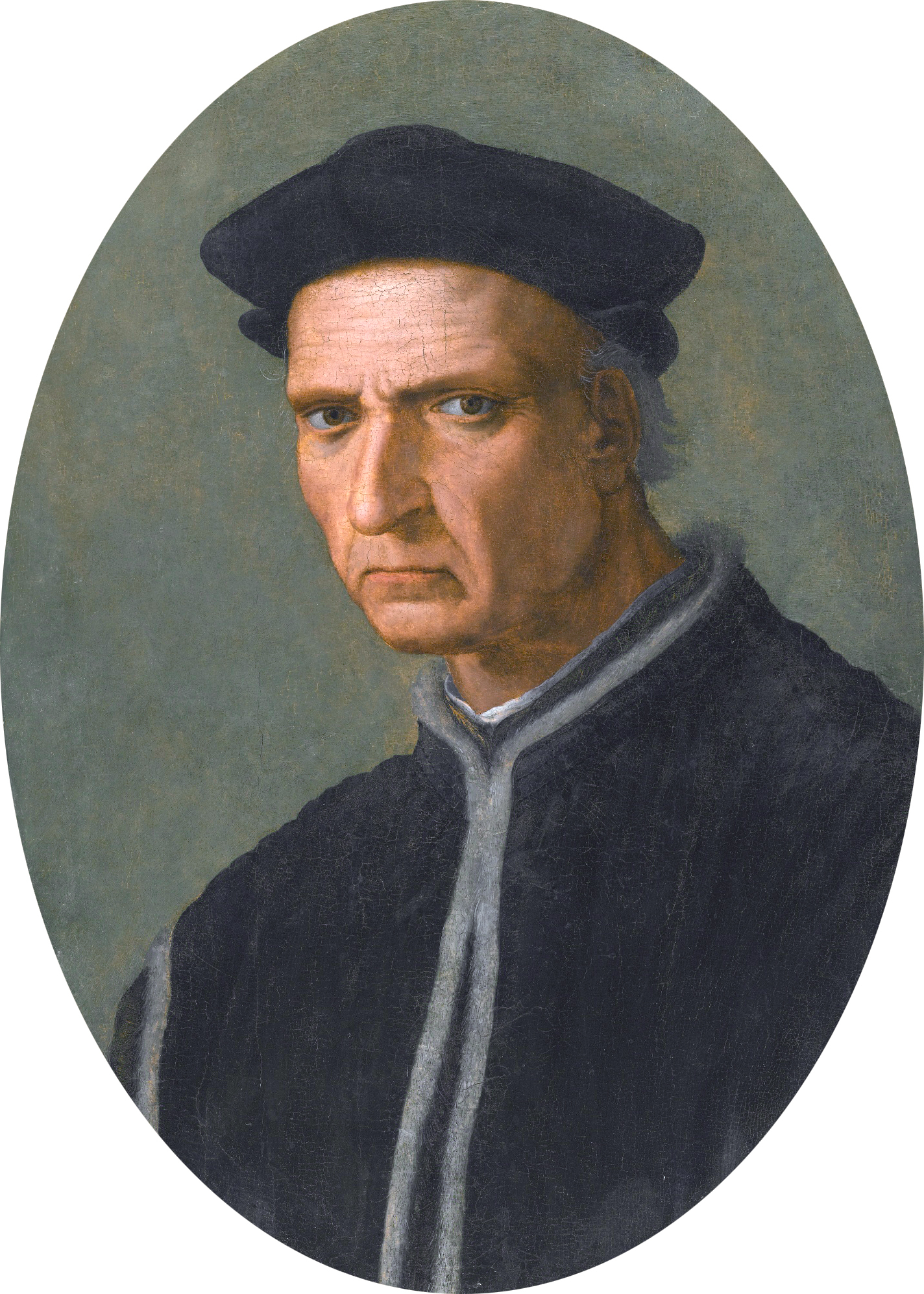
Pier Soderini ritratto da Ridolfo del Ghirlandaio

Il loro prestigio familiare li spinse, nel corso del XV secolo, ad essere avversari dei Medici in maniera sempre più esplicita. Nel 1446 Paolantonio Soderini favorisce la congiura di Luca Pitti e Dietisalvi Neroni contro Piero de' Medici, cavandosela però con un confino grazie alla clemenza dell'avversario. Nonostante ciò lo si ritrova tra i ferventi sostenitori del Savonarola, soprattutto quando, alla scomparsa di Lorenzo il Magnifico, il frate si scaglia contro l'erede Piero, favorendo l'insurrezione dei fiorentini in occasione della calata di Carlo VIII di Francia. Con la nuova cacciata dei Medici (1494), i Soderini sono in primissima linea, tanto che Pier Soderini viene eletto gonfaloniere a vita, tenendo le redini della città. Se il periodo del suo potere sarà sempre ricordato per la straordinaria fioritura artistica cittadina (sono gli anni in cui a palazzo Vecchio il Soderini fa rivaleggiare Leonardo da Vinci e Michelangelo), non altrettanto bene è stata tramandata la sua condotta politica, venendo spesso accusato di incapacità e debolezza. Scegliendo male le proprie alleanze, si trova dalla parte dello sconfitto Luigi XII di Francia contro l'energico Giulio II e la Lega Santa. Nel 1512 il papa chiede ai fiorentini la cacciata del Soderini minacciando l'interdizione: il gonfaloniere allora prende la strada dell'esilio, ritirandosi a Ragusa. Caustica fu la chiosa di Machiavelli alla sua morte:
l’anima andò de l’inferno a la bocca;

gridò Pluton: — Ch’ inferno? anima sciocca,

va su nel limbo fra gli altri bambini. —»
(Nicolò Machiavelli, Epigrammi, I)
Di nuovo nel 1517 un Soderini prese parte a una congiura antimedicea, il cardinale Francesco, fratello di Piero, macchinò infatti contro papa Leone X (Giovanni de' Medici, figlio del Magnifico) assieme al cardinale Alfonso Petrucci, ma se quest'ultimo venne condannato a morte, non si riuscirono a raccogliere sufficienti prove contro il Soderini che così venne solo ammonito ed esiliato nel Regno di Napoli. I suoi contatti però con Francesco I di Francia, per aprirgli un'invasione dell'Italia meridionale dalla Sicilia, gli valsero l'incarcerazione. Qualche tempo dopo Luigi Soderini fu tra gli assediati a Firenze, difensori della rinata Repubblica, che finirono decapitati dopo il rientro dei Medici in città. 
Non tutta la famiglia era comunque bandita da Firenze. Maria Soderini ad esempio era la moglie di Pierfrancesco de' Medici e madre di quel Lorenzino che uccise il duca e cugino Alessandro de' Medici, attirandolo in un vicolo nei pressi di palazzo Medici con l'inganno di un incontro amoroso clandestino con un'altra Soderini, Caterina, la bella moglie di un Ginori che abitava dirimpetto. 
Nel 1537 Giuliano si unì coi fuorusciti fiorentini, venendo sconfitto nella battaglia di Montemurlo. 
Le case dei Soderini si trovavano nei pressi del lungarno che da essi finì per prendere il nome. Di esse restano tracce scarse, e solo un piccolo stemma visibile, seminascosto: oggetto di una sorta di damnatio memoriae furono confiscate e riconvertite da altre famiglie, finché non furono danneggiate dalle mine tedesche dell'agosto del 1944 e in parte sostituite poi nel dopoguerra da costruzioni moderne.

### Ramo di Roma
Un ramo della famiglia si trasferì a Roma imparentandosi tra le altre famiglie con l'ultima erede della famiglia Cavalieri ereditandone la dignità di conte di Baldacchino ricoprendo con frequenza la carica di Latori della Rosa d'Oro. 
A Roma i Soderini possedevano delle case a schiera in Borgo, su via Alessandrina (strada poi chiamata Borgo Nuovo). Questo complesso, un tipico esempio di casa a schiera del primo Rinascimento, fu ristrutturato nella seconda metà dell'Ottocento e demolito alla fine degli anni 1930, durante la costruzione di via della Conciliazione per far posto al ricostruito palazzo dei Convertendi, il quale prima della sua demolizione le fronteggiava.

## Stemma

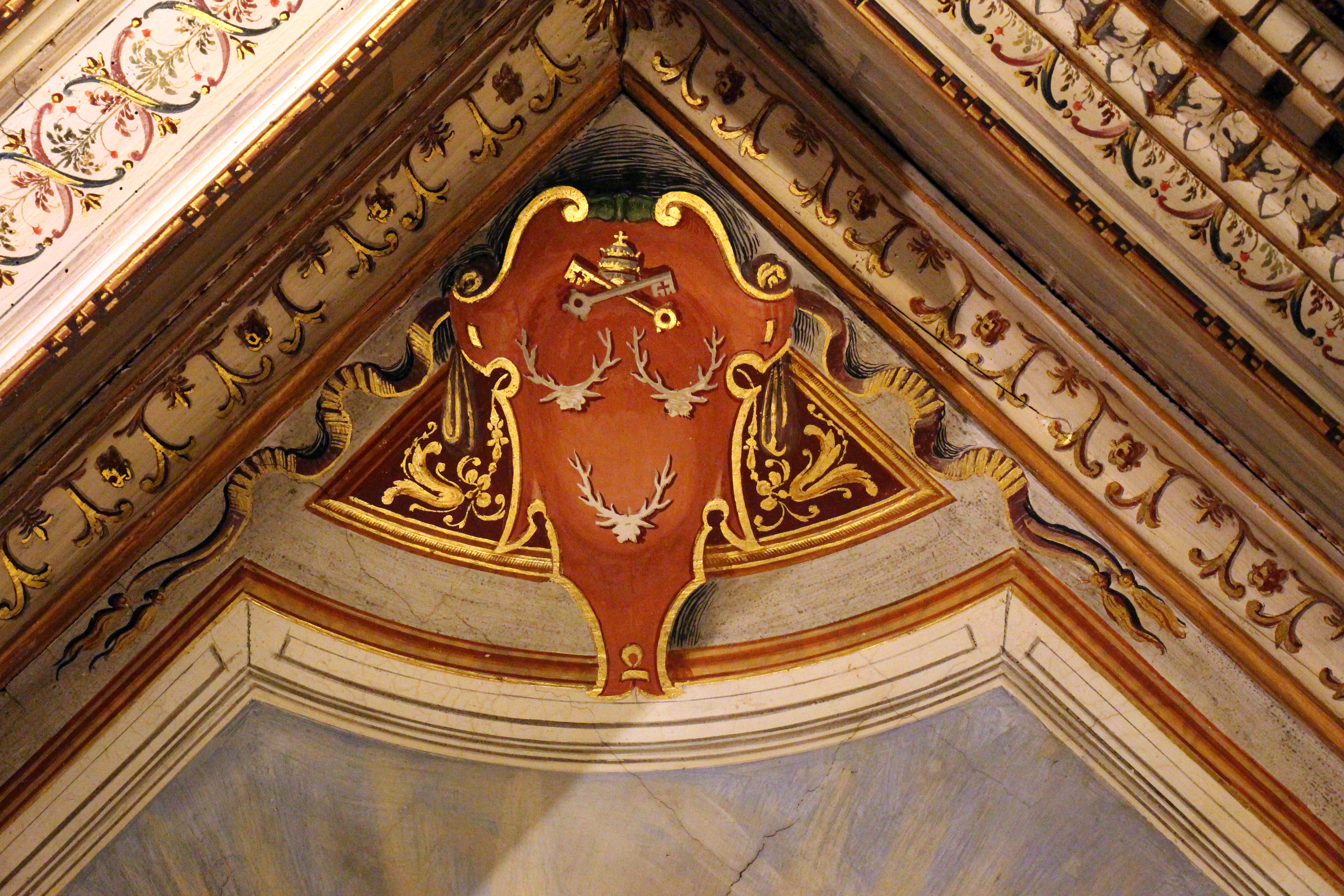
Stemma dei Soderini a casa Buonarroti, Firenze

Lo stemma Soderini è in campo rosso, a tre massacri (crani) di cervo d'argento. Alcuni componenti ricevettero alcuni privilegi araldici: Lorenzo, a metà del XV secolo, ottenne dall'imperatore Federico III l'autorizzazione ad aggiungere allo stemma una piccola aquila nera bicipite; suo fratello Tommaso invece poté applicare le chiavi decussate e la tiara papale su concessione di Paolo II, presso cui fu ambasciatore nel 1464.